# Старогард-Гданьский
Старо́гард-Гда́ньский (пол. Starogard Gdański), Старогарда (кашуб. Starogarda), Прейсиш-Штаргард, Прейсиш-Старгард (нем. Preußisch Stargard) — город в Польше, входит в Поморское воеводство, Старогардский повят. 
Город имеет статус городской гмины Старогард-Гданьски. Город находится на реке Вежице и относится к Старогардскому Поозерью. Занимает площадь 25,28 км². Население — 49 191 человек (на 2011 год).

## История
Поселение основано пруссами в 1198 году.
На начало XX столетия Прейсиш-Штаргард столица одноимённого сельского округа в правительственном округе Данциг, прусской провинции Западная Пруссия, с еврейской общиной. 
На 1903 год в городе проживало 8 000 жителей. В столице одноимённого сельского округа были чугунолитейные, меднолитейные, винокуренные и уксусные заводы, мукомольные мельницы, производилась выделка нюхательного табака и существовало производство мебели и обуви.
На 1905 год в городе проживало 10 000 жителей, из них 300 евреев. А в сельском округе Прейсиш-Штаргард проживало около 52 000 жителей, из них 400 евреев.
В ходе наступательных операций ВС Союза ССР освобождён от войск нацистской Германии. После Великой Отечественной войны по решению Потсдамской конференции передан Польской республике.
В период 1975 — 1998 годов город относился к Гданьскому воеводству (ныне Поморское воеводство).

## Положение
В соответствии с данными на 1 января 2010 года площадь города составляет 25,28 км². Город занимает 1,88 % площади повята. 
По данным 2002 года Старогард-Гданьский имеет площадь 25,28 км², в том числе сельскохозяйственные площади (56 % территории) и леса (9 %). Город находится в южной части Поморского воеводства и на севере Старогардского повята. 
Гмина Старогард-Гданьский на севере граничит с Гминой Скаршевы, на западе — с Гминой Зблево, на юге — с Гминой Любихово и Гминой Бобово, а на востоке — с Тчевским повятом.

### Районы
Город условно поделен на 8 районов:
1. Центр
2. Германово
3. Коцборово
4. Коритиба
5. Пшилесе
6. Стаднина
7. Жабно
8. Лапишево

## Достопримечательности

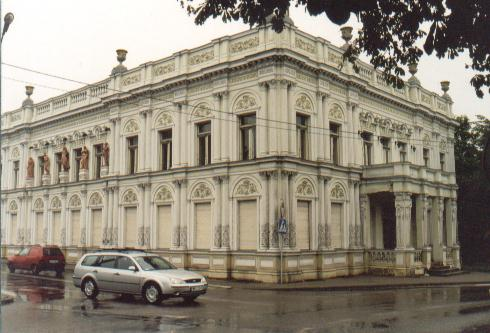
Дворец
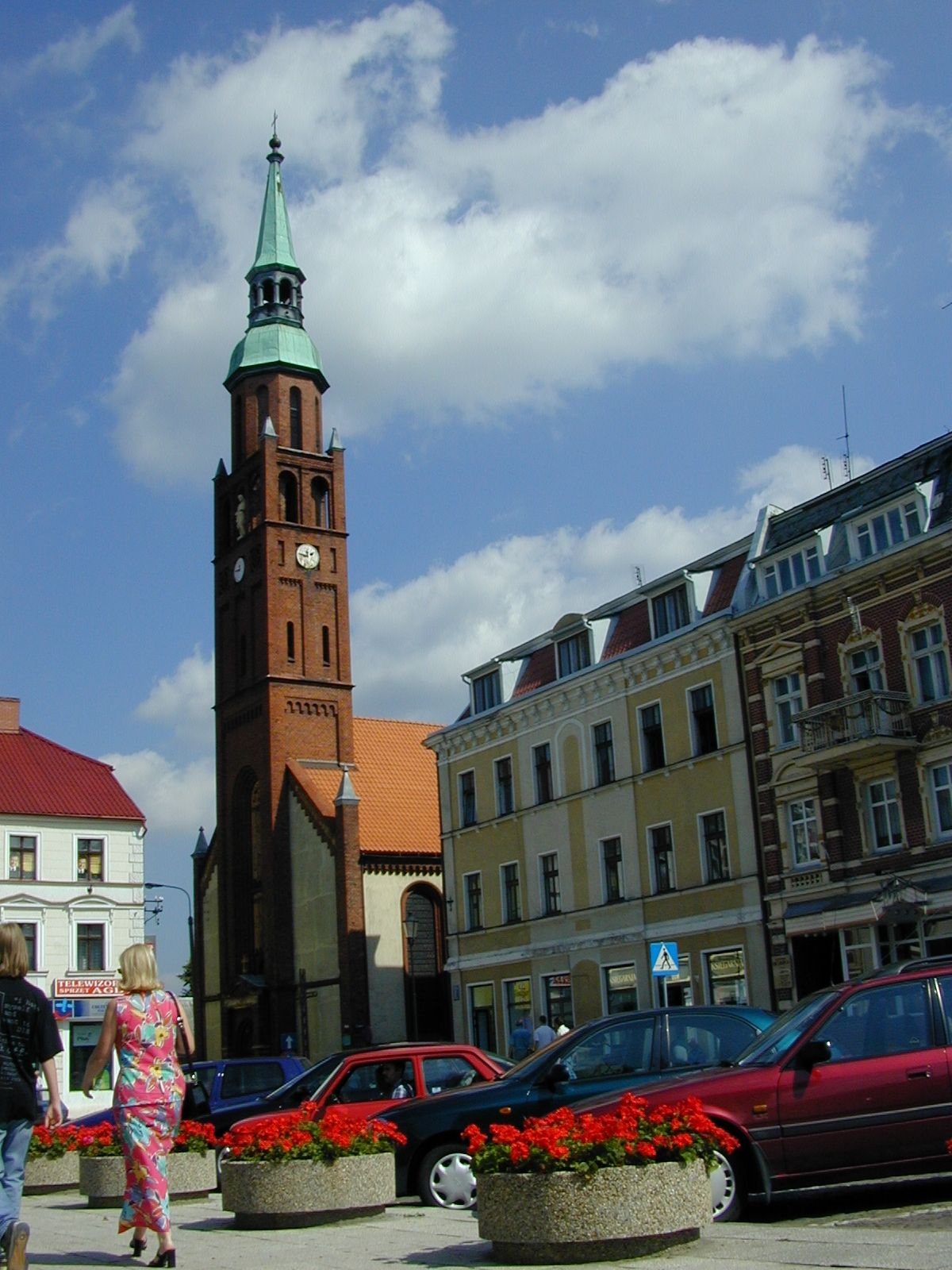
Рынок
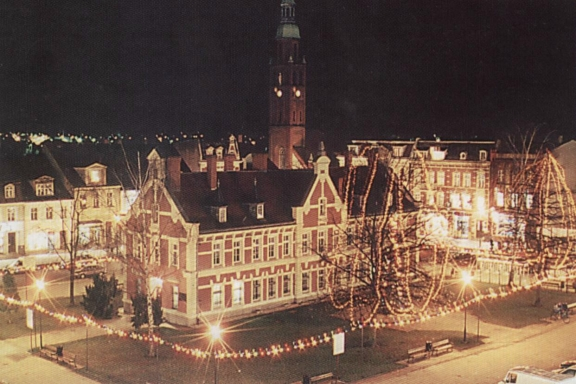
Ратуша

## Уроженцы города
- Казимеж Дейна — польский футболист.
- Казимеж Кропидловский — польский легкоатлет, специалист по прыжкам в длину.
- Адольф Лессер — немецкий врач, профессор судебной медицины и писатель.
- Анджей Грубба — польский игрок в настольный теннис.